# آریس علی
آریس علی (انگلیسی: Aires Ali؛ زادهٔ ۶ دسامبر ۱۹۵۵) یک سیاست‌مدار اهل موزامبیک است. وی از ژانویه ۲۰۱۰ تا اکتبر ۲۰۱۲ نخست‌وزیر این کشور بود.